# 阿俊·達斯
阿俊·達斯（英語：Anbu Das），印度男演員，主要出演泰米爾語電影和部分泰盧固語電影。他憑藉在洛克希·卡納賈拉吉電影《機關槍囚徒》（2019年）中飾演反派安布·達斯而成名，並因其低沉嗓音而受到廣泛關注。阿俊在懸疑驚悚片《濕婆》（2012年）中首次亮相。繼其他幾部電影和短片之後，被洛克希相中而參演《機關槍囚徒》，之後又出演該導演的後續作品，如《麻辣教授》（2021年）和《考萊塢之硬漢任務》（2022年）。
此外，他主演的《黑暗軌跡》早在2014年完成製作，但放映商以缺乏知名面孔為由拒絕發行電影，導致該片在六年間遲遲未上映；直到該演員在《機關槍囚徒》受到歡迎後，《黑暗軌跡》透過阿特利2020年出手幫助發行，同年於Netflix上線。

## 早年
阿俊·達斯在採訪中表示，他辭去了杜拜銀行家的高薪工作，然後搬到欽奈尋找電影工作機會。阿俊記得當時的自己超重，所以在決定進入泰米爾電影業時，他減掉了大約36（79磅）。

## 外部連結
- 阿俊·達斯在互联网电影资料库（IMDb）上的資料（英文）